# Круковець
Кру́ковець — село в Україні, у Самбірському районі Львівської області. Населення становить 103 особи. Орган місцевого самоврядування - Рудківська міська рада.

## Історія
Село засновано у 1655 році, за іншими даними у 1394.

## Особистості
- Демцю Михайло Іванович (нар. 1953) — народний художник України.